# 上林里 (桃園市)
上林里是臺灣桃園市龍潭區的一個里，本里劃有31個鄰，總人口5,081人。著名的龍潭大池即位於本里。

## 教育

### 高級中等學校
- 桃園市私立方曙高級商工職業學校

### 國民中學
- 桃園市立凌雲國民中學

## 觀光
- 龍潭大池

## 宗教
- 龍潭南天宮